# Mimosa tequilana
Mimosa tequilana är en ärtväxtart som beskrevs av Sereno Watson. Mimosa tequilana ingår i släktet mimosor, och familjen ärtväxter. Inga underarter finns listade i Catalogue of Life.